# أولترا إيزو
أولترا إيزو (بالإنجليزية: UltraISO)‏ هو برنامج لمايكروسوفت ويندوز لإنشاء وتعديل وتحويل الملفات الصورية بصيغة ISO المستخدمة لتأليف القرص البصري، ويجري حاليا إنتاج أنظمة EZB.
في البداية كان «أولترا إيزو» عبارة عن برنامج تجريبي ولكن منذ عام 2006 تحول إلى "Premium" وأصبح ذو قابلية للتحميل.

تقتصر النسخة التجريبية المجانية على ملفات (ISO 300) ميغابايت أو أقل.

## مميزات
- إماكانية تحويل الأقراص المدمجة وأقراص DVD إلى (ملفات ISO).
- إنشاء (ملفات ISO) من الملفات الموجودة على القرص المضغوط أو قرص ألDVD أو القرص الصلب.
- تحرير ملفات ISO الموجودة عن طريق إضافة وحذف وإنشاء الملفات والمجلدات.
- إنشاء ملف مضغوط بصيغة (ISZ.).
- إنشاء ملف لحرق الملفات على القرص الصلب، ورفع الملفات المرنة.
- إنشاء قرص إقلاع للحرق أو إنشاء قرص صلب من القرص للحرق (يعمل فقط مع أجزاء التشغيل DOS، ويندوز نت وسيسلينكس). لهذا، يمكن للمستخدم فتح ملف صوري لISO مع أولترا إيزو واختيار 'حرق' و 'كتابة صورة القرص' لحرق على ذاكرة خارجية USB قابل للتشغيل.
- تحويل: .BIN و.IMG و.CIF و.NRG و.BWI و.DAA و.DMG و.HFS وغيرها من الأشكال إلى صورة ISO القياسية.
- يدعم جميع مستويات ISO 9660 وتمديد جوليت.
- تحسين هياكل الملفات الصورة لISO من أجل توفير مساحة القرص.
- قادر على تركيب صيغة ISO فقط على محرك الأقراص الضوئية.
- إنشاء ملف اختباري للتحقق من بيانات من ISO.
- دعم متعدد للغات.
- بنيت في مشغل الصوت الرقمي.
- يدعم تنسيق القرص أودف ويسمح بإنشاء أقراص أودف للحرق.
- يدعم معلمات سطر الأوامر[4]

## تنسيق (ISZ.)
يستخدم UltraISO تنسيقًا خاصًا يُعرف باسم ISZ. يتم الإعلان عن التنسيق على أنه "ISO Zipped"، على الرغم من أنه ليس أرشيفًا مضغوطًا بسيطًا. يستخدم التنسيق zlib أو bzip2 لضغط البيانات، ويمكن أن يدعم تشفير AES بنقاط قوة مختلفة. مواصفات تنسيق الملف متاحة للجمهور على موقع EZB Systems. [5] التنسيق مدعوم الآن من قبل تطبيقات الطرف الثالث مثل Daemon Tools وAlcohol 120٪ وCDemu.

## وصلات خارجية
- الموقع الرسمي